# Liverpool Overhead Railway
Liverpool Overhead Railway (z ang. „Liverpoolska Kolej Nadziemna”) – linia elektrycznej kolei nadziemnej w Liverpoolu, w Anglii, funkcjonująca w latach 1893–1956.
Linia przebiegała wzdłuż liverpoolskiej dzielnicy portowej, na trasie liczącej nieco ponad 10 km. Tory umieszczone były około 5 m nad poziomem ulicy, co pozwoliło na ominięcie zatłoczonych już ulic prowadzących do doków portowych. Linia wykorzystywana była wyłącznie do przewozów pasażerskich. Z czasem zyskała przydomek Dockers′ Umbrella („parasol portowców”).
Pierwotnie prowadziła od Alexandra Dock na północy do Herculaneum Dock na południu, z jedenastoma stacjami pośrednimi. Linia cieszyła się niewielkim powodzeniem poza godzinami szczytu, toteż zadecydowano o jej przedłużeniu do pobliskich osiedli mieszkaniowych w celu przyciągnięcia większej liczby pasażerów – do Seaforth na północy (1894) i Dingle na południu (1896). Ta ostatnia stacja jako jedyna znajdowała się pod ziemią. W 1905 roku linia poddana została przedłużeniu do stacji Seaforth & Litherland oraz Aintree, gdzie zbiegała się z liniami kolejowymi Lancashire and Yorkshire Railway, które pozwalała pasażerom na dalszą podróż w kierunku Southport i Ormskirk.
Liczba pasażerów korzystających z linii sięgała kilku milionów rocznie. Mimo to brak środków finansowych na renowację starzejących się wiaduktów doprowadził do jej zamknięcia w 1956 roku. Rozbiórka infrastruktury rozpoczęła się rok później.
Liverpool Overhead Railway była pierwszą na świecie linią kolei nadziemnej o trakcji elektrycznej, a jednocześnie pierwszą w Wielkiej Brytanii linią kolejową wykorzystującą automatyczny system sygnalizacji kolejowej. W 1921 roku również po raz pierwszy w kraju na linii zainstalowano semafory świetlne.